# Marco Marcola

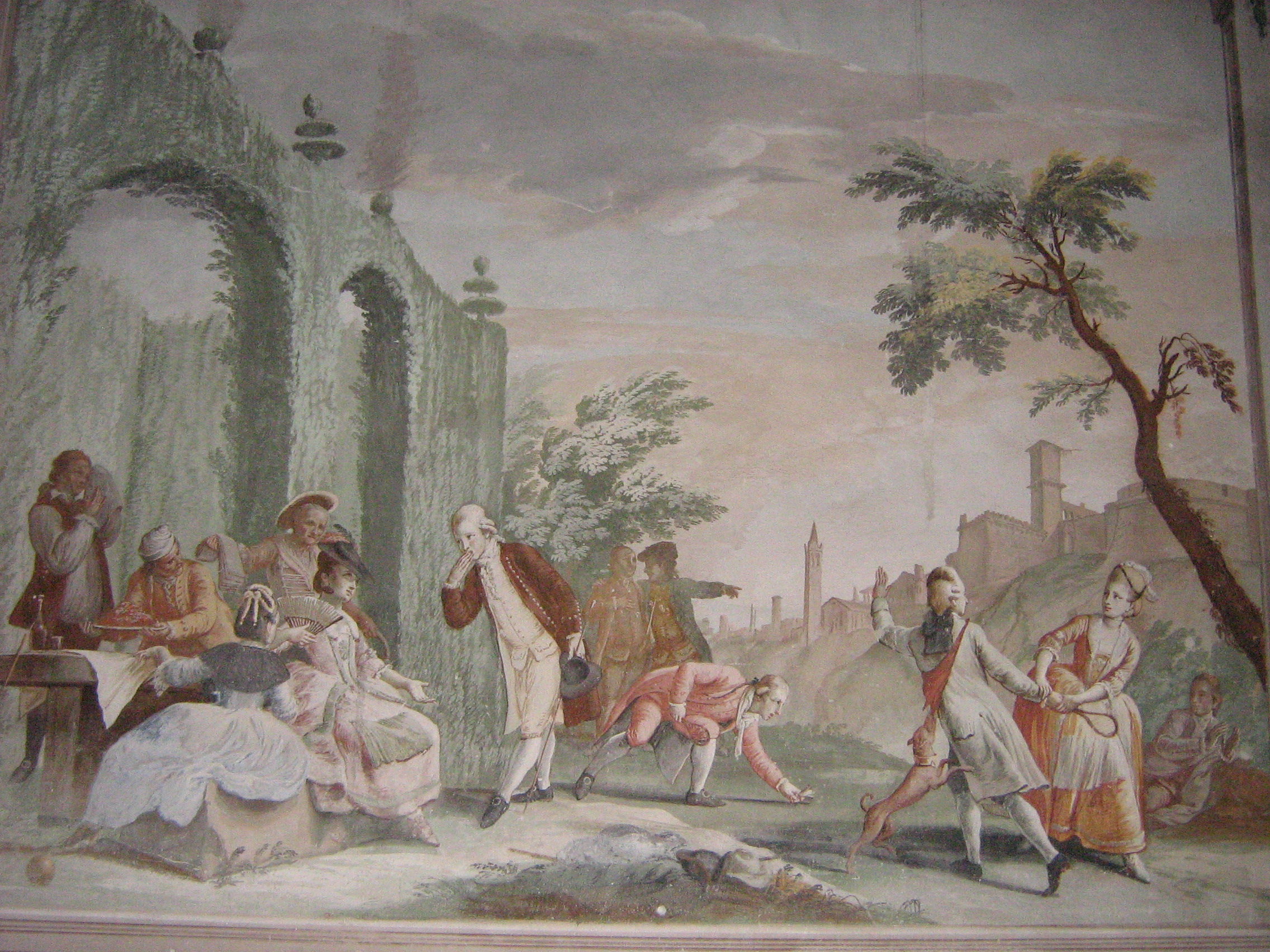
Villa Bernini Buri, Trattenimento in giardino, Affresco

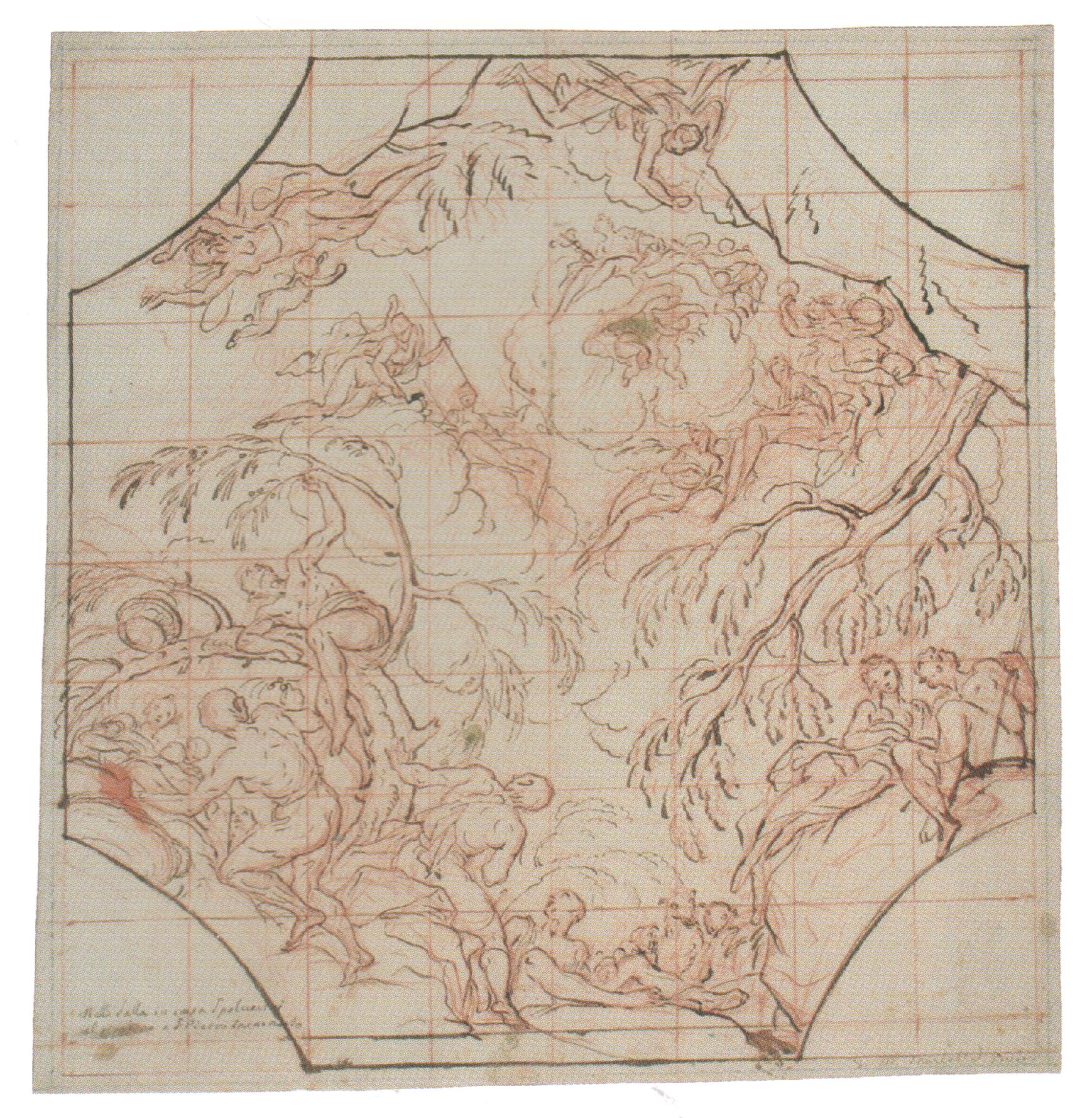
Marco Marcola: Allegoria mitologica

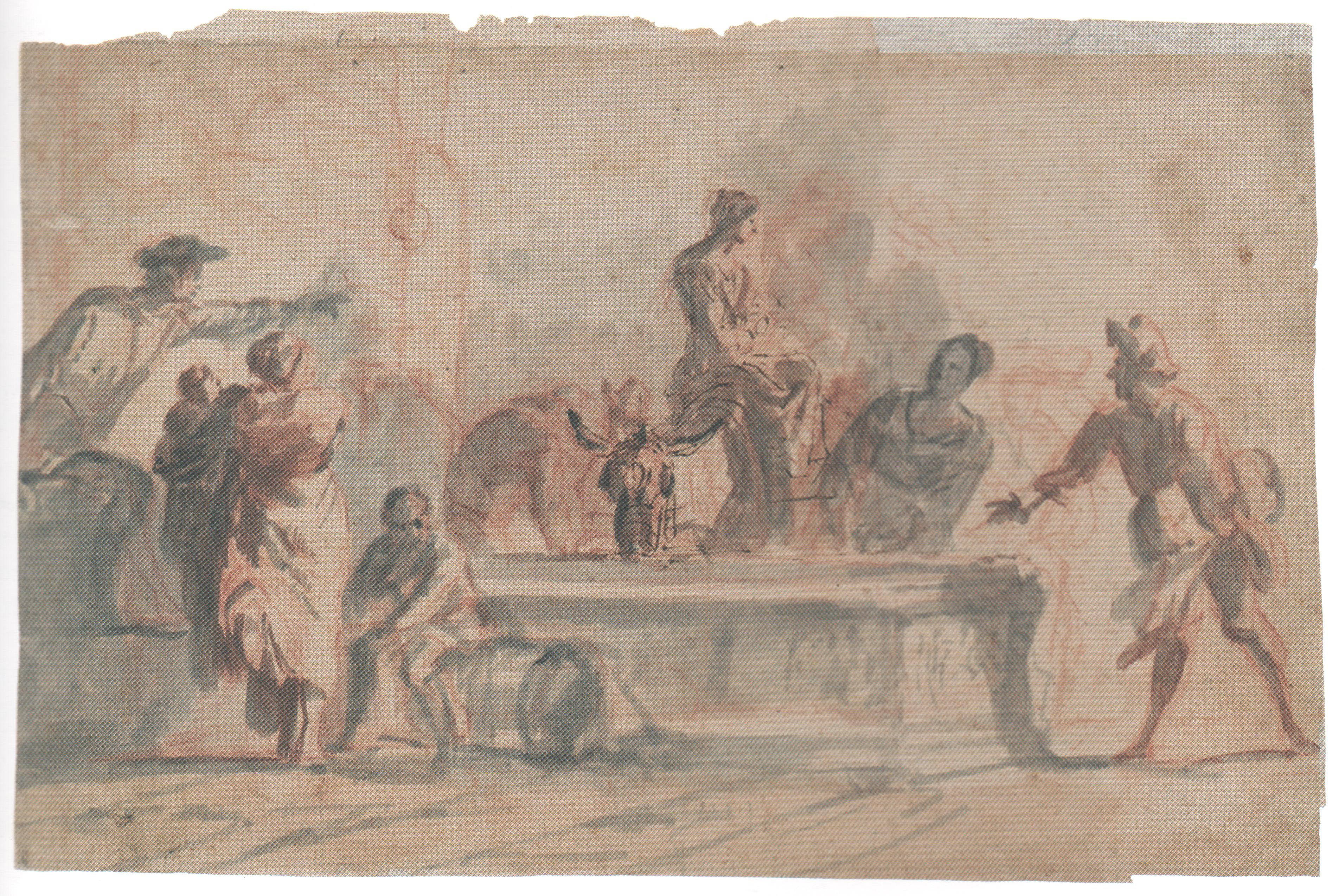
Marco Marcola(?): Al pozzo

Marco Marcola (Verona, 1740 – 1793) è stato un pittore italiano del periodo rococò.

## Vita e opere
Marco Marcola,  detto anche Marcuola, nacque a Verona figlio del pittore Giambattista, fu un pittore di vari generi e di vasta produzione, diffusa principalmente in area veneto-lombarda. Fu un pittore a 360 gradi, lo storico settecentesco Luigi Lanzi lo definì:
(Luigi Lanzi, Storia pittorica dell'Italia dal risorgimento delle belle arti fin presso alla fine del secolo XVIII, Vol. 3)
I suoi lavori spaziarono dagli affreschi fino alla decorazione di insegne, mobili, portantine e gondole, ma più che altro fu richiesto per le sue tele di genere popolaresco. Tutta la famiglia Marcola si diede alla professione pittorica, i figli di Giambattista, Nicola, Francesco e Marco furono pittori. In particolare Nicola fu aiuto di Marco per gli affreschi e Francesco un pittore quadraturista.
Anche la figlia di Giambattista, Angela, dipinse quadri di carattere devozionale. Marco fu anche un apparatore di feste, scenografie e fuochi d'artificio.
Marco Marcola iniziò la sua carriera decorando ville nel comprensorio veronese, il suo stile è stato considerato molto simile, sia per lo stile che per i temi trattati, a quello del veneziano Giandomenico Tiepolo, anche se in nessun documento si parla di un eventuale conoscenza tra i due pittori veneti.
Il Lanzi dice: "non so chi avesse avuto maestro", mentre nel tomo Corografia fisica, storica e statistica dell'Italia, del 1844, Attilio Zuccagni-Orlandini, lo mette in una lista di ben dieci pittori veronesi allievi di Antonio Balestra, anche se pare poco verosimile dato che il Balestra è morto nel 1740, anno di nascita dello stesso Marcola, a meno che non si accetti la sua data di nascita al 1725 come fanno alcuni autori ottocenteschi.
Anche sulla data di morte vi sono diverse versioni, una delle quali lo vuole morto nel 1790 a Venezia. Tra il 1762 e il 1764 sposò Marianna (o Anna Maria) Zenti, da cui ebbe quattro figli, tra cui Giustina Marcolla (1774-1846), sposata nel 1804 con l'impiegato del tribunale Luigi Benaglia.
Il pittore veronese Antonio Pachera è ricordato come suo allievo e collaboratore.

## Opere a Verona
Decorò, nella sua città natale, con affreschi il piano nobile di Palazzo Emilei-Forti, altri affreschi si trovano a Casa Ferruzzi e a Palazzo Carli.
(Luigi Giro, Sunto della storia di Verona politica, letteraria ed artistica dalla sua origine all'anno 1866, Civelli, 1869, p. 220)
Dipinse anche in affresco il soffitto della Chiesa di Santa Teresa degli Scalzi, e quella della Chiesa di San Pietro in Monastero
Ma una delle sue opere particolarmente apprezzate è l'affresco della volta del Palazzo del Seminario Maggiore di Verona, dove sono rappresentate le costellazioni, descritto da Giovanni Battista da Persico nel suo tomo Descrizione di Verona e della sua provincia (1820).

### Le costellazioni
- il fiume Eridano
- l'Idra
- il Sestante
- i Leoni, maggiore e minore
- l'Orsa Maggiore
- Boote con i Levrieri
- Ercole che uccide Cerbero
- il Cuore di Carlo II e la Corona Boreale
- la Lira
- il Cigno
- Pegaso
- il Delfino
- la testa di Ophiuco
- l'Ariete
- il Toro
- parte della Balena
- l'Indiano
- il Centauro che trafigge il Lupo
- la coda dello Scorpione e parte della Bilancia
- la Nave
- i Gemelli
- la famiglia di Cefeo
- Andromeda
- Cassiopea
- Perseo e Medusa
- il Dragone
- il Cocchiere con la Capra
- il gigante Orione
- il Liocorno
- la Giraffa
- la Fenice
- la Mosca
- la Lince
- l'Altare
- la Corona australe
- i Triangoli australe e boreale
- la Lucertola
- il Camaleonte
- la Volpe
- la Quercia
- la Lepre
- il Serpente
- la Gru
- il Pavone
- il Tucano
- il Corvo
- la Colomba
- l'Avvoltoio
- la Croce del Sud
- la Saetta
- l'Orsa minore
- i Pesci
- il Pesce Volante
- il Pesce Spada
- il Sagittario

 Archiviato il 5 marzo 2016 in Internet Archive.

## Opere fuori Verona
Alcune sue scenette tiepolesche decorano Villa Pellegrini Marioni Pullè a Chievo e Villa Bernini Buri di San Michele Extra, altri suoi affreschi si trovano a Palazzo Canossa nella frazione di Grezzano, nei pressi di Mozzecane, Marco e il fratello Nicola sono impegnati dal 1765 al 1778 nella decorazione a fresco di Villa Dionisi, a Cerea, sempre insieme al fratello, lasciò due tele per la Chiesa dei Santi Biagio, Fermo e Rustico, un affresco nella chiesa parrocchiale di Bardolino, un affresco si trova anche nella Chiesa parrocchiale di Cavalo a Fumane, quattro grandi tele si trovano nella Chiesa di San Gregorio Magno a Veronella. A Rovereto si possono ammirare loro lavori presso Palazzo Alberti Poja, che si trova accanto al Mart.
A Brescia, in una sua tarda decorazione a fresco, del 1791, per palazzo Fè, Marcola ha rappresentato scene di soggetto mitologico Fatti dell'Eneide, L'Olimpo e il Mito di Icaro, mentre nella collegiata dei Santi Nazaro e Celso una tela con L'Eterno Padre e la Purità personificata.

## Pittura di genere
Marco Marcola fu però ancora più famoso per le sue tele con pitture di genere, in particolare dedicate al genere carnascialesco, molti di questi quadri sono di sua mano ma la maggioranza sono attribuzioni moderne. Fra quelli più esemplari si possono citare la Scena di teatro della commedia dell'arte nell'Arena di Verona, del 1772 e varie mascherate. Le più celebri riguardano il re del carnevale veronese chiamato Papà del Gnoco nel suo costume rosso, pancia prominente, barba e capelli bianchi, un cappello con sonagli e mantello,  il suo scettro, e il forchettone con il gocco.Sire della festa veronese chiamata Bacanal del Gnoco sfilata in maschera di tutta la sua corte e gente festante, vero epilogo del Carnevale di Verona e dipinta da Marcola.
Di questo, ormai estinto, personaggio il Marcola ha lasciato molti dipinti, alcuni dei quali nella citata Villa Canossa di Grezzanoe molti bozzetti che si trovano oggi nel Museo dei Disegni di Museo di Castel Vecchio, preparatori di una serie di affreschi e datati 1771.
Altre tele descrivono la vita nel Settecento degli ebrei veneti, celebre il Matrimonio ebraico e la Circoncisione.
Al Marcola sono attribuite anche quattro tele che si trovano al Museo Teatrale di Trieste, con i Travestimenti di Arlecchino, che vanno restituite al legittimo autore Giovanni Domenico Ferretti